# Stanisława Argasińska-Choynowska
Stanisława Argasińska-Choynowska, także: Argasińska, Chojnowska (ur. 31 maja 1888 w Stanisławowie, zm. 19 marca 1961 w Krakowie) – polska primadonna i śpiewaczka estradowa, pedagożka śpiewu. Jedna z pierwszych polskich artystek radiowych.

## Życiorys
Była prastryjeczną siostrą artystek plastyczek Marii Michałowskiej i Izabelli Sternińskiej – dziadek śpiewaczki Włodzimierz Jan Argasiński oraz Jan Paweł Argasiński, dziadek sióstr Szerskich, byli braćmi.
20 kwietnia 1912 wyszła za mąż za architekta Jana Choynowskiego (1882–1940), ale nadal używała nazwiska Argasińska (czasem Argasińska-Choynowska).
W 1907 uczyła się śpiewu u Adeliny Paschalis-Souvestre w Dreźnie.
Została pochowana na cmentarzu Powązkowskim, wraz z mężem i Ewą Choynowską-Dzieduszycką (1913–1985) (kwatera 126, rząd 1, miejsce 16, inw. 33177).

### Twórczość i praca zawodowa
Argasińska była sopranistką występującą zarówno w repertuarze poważnym, jak i rozrywkowym. Sławę przyniosły jej kreacje operowe, a popularność zawdzięczała estradzie. Koncertowała w wielu miejscach w Polsce i za granicą. Pracowała też jako jurorka i nauczycielka śpiewu, szczególnie w powojennym okresie aktywności zawodowej.
Józef Kolesiński wspomina Argasińską jako jedną z najwybitniejszych polskich śpiewaczek powojennych, z którą spotkał się jako z jurorką podczas przesłuchań do zespołu „Śląsk” w 1953 r.

### Role operowe i koncerty
W październiku 1909 r. koncertowała w Warszawie – śpiewała pieśni Zygmunta Noskowskiego podczas rozpoczęcia sezonu przez Warszawską Orkiestrę Władysława ks. Lubomirskiego w Filharmonii Warszawskiej. W następnych latach wystąpiła też w Krakowie (29 XII 1910) oraz w Dreźnie (28 II 1911). Następnie śpiewała w Niemczech, a 11 IV 1913 ponownie wystąpiła w Krakowie.
W sezonie 1915–1916 występowała we Lwowie w Teatrze Miejskim, gdzie występowała m.in. jako Mussita w Cyganerii czy w roli Małgorzaty w Fauście – jej występ tak relacjonował Tadeusz Majerski:
Rola Małgorzaty dostała się w prawdziwie odpowiednie ręce p. Argasińskiej. Z roli tej mającej już w sobie coś z utartego szablonu – dosyć skostniałej – zrobiła p. Argasińska-Chojnowska rzecz nową. Małgorzata p. Chojnowskiej nie była ani sentymentalna „Gretchen” niemiecką, ani filigranową, przeckliwą figurką francuską. Była to „Małgorzata” tak piękna i idealna w swym naiwnym wyrazie; prostocie i szczerości uczucia, że o lepszej kreacji niemarzyłby może i Goethe i Gounod. Studjum ruchu: załamanie i splot rąk, ruch głowy, wycięcie postaci – przeprowadzone było subtelnie. Żadnej nielogiczności w ruchu, prawda w wyrazie – oto cechy kreacji p. Arg. Chojnowskiej.
W dalszej części recenzji opisując głos śpiewaczki:
Jak wielką jest mistrzynią p. Chojnowska we władaniu głosem, o tem każdy łatwo przekonać się może obserwując: jej idealny układ ust w czasie śpiewu, jej czysto włoski sposób atakowania nut, oddech, czy przepiękne „mise de voix”, które – mam nadzieję – dojdzie z czasem do batlistiniowskiego „mise de voix”. Nie tylko głos metaliczny, piękny w brzmieniu, ale przedewszystkiem niezrównana szkola – stawiają p. Chojnowską w rzędzie najpierwszych śpiewaczek.
W 1917 r. zadebiutowała w Warszawie jako Małgorzata w Fauście (4 IX) i uzyskała angaż w Teatrze Wielkim. Śpiewała partie sopranowe w operach: Straszny dwór (Hanna), Carmen (Micaela), Pajace (Nedda), Żydówka (Eudoksja) oraz partię tytułową w Halce. W sezonie letnim 1918 r. śpiewała w Krakowie w ramach programu Krakowskiego Towarzystwa Operowego, a w sezonie 1918–1919 wróciła do obsady Teatru Miejskiego we Lwowie, gdzie dyrektorem opery i operetki był wówczas Stanisław Niewiadomski.
Od 1920 r. występowała z zespołem Teatru Wielkiego, z którym występowała m.in. na Śląsku: w Gleiwitz (Gliwicach), Beuthen (Bytomiu) czy Kattowitz (Katowicach), a także w Poznaniu (na Festiwalu Muzyki Polskiej w 1929 r.). W Polsce śpiewała też gościnnie, m.in. w Warszawie (1920, 1923, 1924) i we Lwowie (1922). Koncertowała w wielu miastach europejskich, m.in.: w Sofii (lipiec 1922), Paryżu (1927), Bukareszcie, Tallinnie czy w Sztokholmie – na zaproszenie Szwedzko-Polskiego Komitetu dla Obchodów Święta Narodowego 3 Maja 1924 r. (SvenskPolsk Kommitté för Firande av Nationaldagen den 3 maja 1924, od 1926 Towarzystwo Szwedzko-Polskie) śpiewała gościnnie podczas pierwszej tego rodzaju uroczystości w Szwecji i „zainteresowała szwedzką krytykę muzyczną walorami pieśni polskiej”.
W 1925 r. była członkinią zrzeszenia artystów operowych, którzy występowali jako „Opera dla Kresów Wschodnich”, a którym kierował Bronisław Wolfstahl. Koncertowała też w Ameryce Południowej – w 1930 r. śpiewała dla Polonii w Brazylii, gdzie odwiedziła m.in. Rio de Janeiro i Kurytybę.
Po raz ostatni wystąpiła w Teatrze Wielkim w Warszawie w partii Cho-Cho-San w Madame Butterfly (6 IV 1932).
W 1934 koncertowała w Zamościu.

### Występy radiowe
Argasińska była jedną z pierwszych w Polsce śpiewaczek radiowych. Już w 1925 r. występowała obok takich artystów jak Aleksander Michałowski, Róża Benzefowa, Adam Dobosz, Trio Wiłkomirskich czy Jan Kiepura podczas eksperymentalnych audycji Próbnej Stacji Polskiego Towarzystwa Radiotechnicznego w Warszawie, w której codziennym programem muzycznym kierował Karol Józef Stromenger. Występowała w później Polskim Radiu w zróżnicowanym repertuarze, np. wykonując pieśni czeskie czy francuskie. W 1928 r. emitowano koncert „dla żołnierza polskiego” z okazji imienin Józefa Piłsudskiego z jej udziałem, a w 1933 r. śpiewała z okazji 15-lecia odzyskania niepodległości.

### Praca pedagogiczna
Przed II wojną światową była pedagożką w Konserwatorium Galicyjskiego Towarzystwa Muzycznego we Lwowie.
Po wojnie związała się z Katedrą Wokalistyki na Wydziale Wokalno-Aktorskim Państwowej Wyższej Szkoły Muzycznej w Krakowie, gdzie prowadziła klasę śpiewu. Pracowała też na Wydziale Wokalnym Akademii Muzycznej im. Karola Szymanowskiego w Katowicach. Wśród jej wychowanek znalazła się m.in. Jadwiga Romańska, pierwsza kierowniczka powstałej tam w 1976 r. Katedry Wokalistyki, która tak wspominała swój pobyt na studiach w Krakowie:
Wynagradzała trudy atmosfera Krakowa i wspaniali ludzie, jakich spotykałam na przykład w mieszkaniu prof. Argasińskiej przy Kossaka. Bywało, że poznany tam Stefan Kisielewski siadał do fortepianu i mi akompaniował, mówiąc do Argasińskiej: „Stasieńka, czy ty wiesz, co ty masz? To dziecko trzeba wyprowadzić na szerokie wody”.